# فیلیپ یکم سلوکی
فیلیپ یکم (مرگ ۸۳ پیش از میلاد) پادشاه سلوکی و چهارمین پسر آنتیوخوس هشتم بود. او در سال ۹۵ قبل از میلاد در کنار برادر بزرگترش آنتیوخوس یازدهم و پس از اینکه بزرگترین برادرشان سلوکوس ششم به دست پسر عمویشان آنتیوخوس دهم کشته شد، به شاهی رسید. او کوشید تا انطاکیه را نگاه دارد و تازش‌های برادر کوچکترش دیمتریوس سوم را تاب آورد. در ۸۳ پیش از میلاد و با دست‌یازی تیگران یکم شاه ارمنستان بر سوریه، پادشاهی فیلیپ هم به پایان رسید. پس از آن فیلیپ یکم از صحنهٔ تاریخ ناپدید شد، ولی تا چندی سکه‌های دارای نگارهٔ او به دست رومیان پخش می‌شد.